# Skytterhusfjellet
Skytterhusfjellet är en tätort i Sør-Varangers kommun i Finnmark fylke i norra Norge. Orten ligger vid fjället med samma namn, vid sidan av Europaväg 6, söder om kommunens centralort Kirkenes.